# Ламбезис

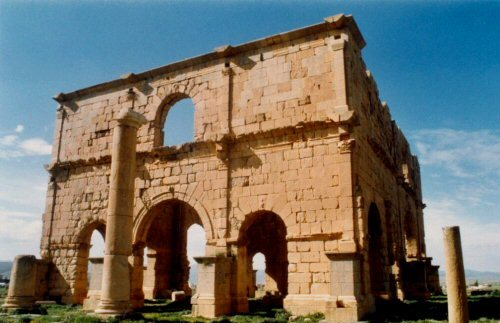
Руины Ламбезиса по состоянию на 2005 год

Ламбе́зис — руины древнеримского города в современном Алжире, в 7 километрах к юго-востоку от Батны и в 17 км к западу от Тимгада и расположен рядом с современным селом Тазульта.

## История
Ламбезис был основан римскими военными III Августова легиона примерно между 123 и 129 гг. н. э., во время правления римского императора Адриана. Однако, другие данные свидетельствуют о том, что город был основан во время Пунических войн.
Некоторое время Ламбезис был столицей новообразованной провинции Нумидия. В городе проживали главным образом романизированные берберы и частично римские колонисты с их потомками. Латинский язык был официальным и широко использовался даже берберами.
В правление Септимия Севера Нумидия стала отдельной провинцией и управлялась императорским прокуратором. После реформ Диоклетиана Нумидия была разделена на две провинции: северная стала Нумидия Cirtensis, с центром в Цирте, а южная — Нумидия Militiana или «Военная Нумидия», со столицей в Ламбезисе. Здесь размещался римский легион.
Впоследствии, император Константин Великий объединил две провинции в одну с центром в г. Цирта, которое сейчас называется Константин в его честь.
После захвата вандалами в 428 г. н. э. город начинает медленно угасать. Этому также способствовало и опустынивание.
Византийцы заняли Ламбезис и окрестности в VI веке. В 683 году город был завоеван арабами. Впоследствии, то, что осталось от города было названо Бар-эль-Mолук.

## Архитектура
Руины римского города, и особенно римского лагеря, несмотря на то, что они пережили вандализм и разрушения, считаются одними из самых интересных руин в Северной Африке.

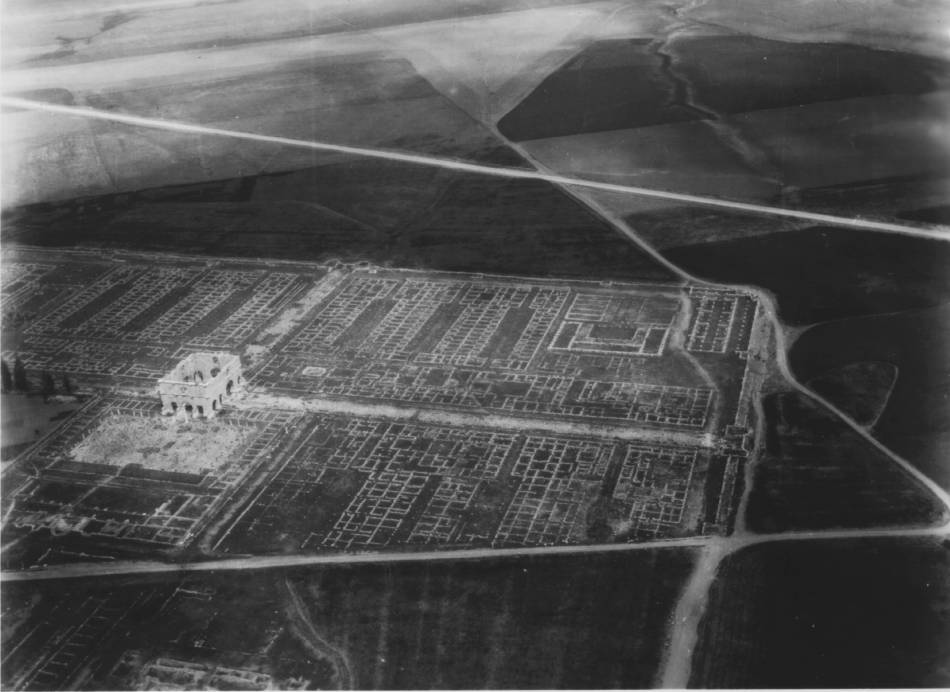
Вид на руины Ламбезиса из кабины вертолета, 1962 г.

В городе есть все типичные сооружения римской архитектуры разного уровня сохранности: триумфальная арка в честь императора Септимия Севера, храмы, акведук, амфитеатр и большое количество фундаментов частных домов. К северу и востоку расположены крупные кладбища, на которых в первоначальном виде остались каменные надгробия. К западу от города также располагалось древнее кладбище, но камни были уничтожены при строительстве современного села.
От храма Асклепия остался лишь один столб, хотя ещё в середине XIX века его фасад ещё не был разрушен. Храм в честь Юпитера, Юноны и Минервы сейчас представляет портик с восемью колоннами.
Также здесь было обнаружено много крытых зданий, одно из которых было арсеналом — в нём были обнаружены тысячи снарядов. К юго-востоку города находятся остатки терм. В Тазульте создан музей, в котором хранятся объекты старины, найденные в окрестностях.
В двух километрах на юг от Ламбезиса находятся руины древних городов Маркун и Верекунда, где можно также увидеть остатки двух триумфальных арок.